# Фелтроне (Удине)
Фелтроне је насеље у Италији у округу Удине, региону Фурланија-Јулијска крајина.
Према процени из 2011. у насељу је живело 56 становника. Насеље се налази на надморској висини од 701 м.